# A Muppet Family Christmas
A Muppet Family Christmas is een kerstspecial uit 1987 met in de hoofdrol Jim Hensons Muppets.
Het verhaal vertelt over Doc (Gerry Parkes) van De Freggels die samen met zijn hond Sprokkel de stad ontvlucht om rustig kerst te kunnen vieren op het platteland. Het huisje dat hij gehuurd heeft blijkt van Fozzie Beers moeder Emily te zijn, die het huis verhuurt omdat ze zelf de kerstdagen door wil brengen in het zonnige Californië.
Dan komt Fozzie onverwachts thuis om zijn moeder tijdens de kerstdagen, tezamen met zijn Muppet-vrienden, gezelschap te houden. Niet veel later komen ook de Sesamstraat-personages op bezoek. Wanneer de boel ingesneeuwd raakt, volgen er de gebruikelijke Muppet-chaos en hilariteit. In eerste instantie balen zowel Emily als Doc van de ontstane situatie. Emily aangezien ze gedwongen is thuis te blijven en Doc omdat hij had gehoopt op een ongestoorde vakantie. Beiden weten ze echter uiteindelijk de Muppets en hun liedjes en fratsen te waarderen.
Deze film is een van de weinige Muppet-producties waarin poppen meespelen uit de vier belangrijkste Muppet-onderdelen, te weten The Muppet Show, Sesamstraat, De Freggels en Muppet Babies (die hier te zien zijn als poppen in plaats van hun getekende tegenhangers). In de film heeft Jim Henson voor de tweede maal een rolletje in een Muppet-productie (het figureren in The Great Muppet Caper en het optreden in documentaires e.d. niet meegerekend): Henson doet samen met Sprokkel de afwas aan het einde van de film.

## Rolverdeling
| Acteur         | Personage                          |
| -------------- | ---------------------------------- |
| Gerard Parkes  | Jerome "Doc" Crystal               |
| Jim Henson     | zichzelf                           |
| Jim Henson     | Kermit the Frog                    |
| Jim Henson     | Rowlf the Dog                      |
| Jim Henson     | Dr. Teeth                          |
| Jim Henson     | The Swedish Chef                   |
| Jim Henson     | Waldorf                            |
| Jim Henson     | Muppet Newsman                     |
| Jim Henson     | Ernie                              |
| Jim Henson     | Guy Smiley                         |
| Jim Henson     | Baby Kermit                        |
| Jim Henson     | Baby Rowlf                         |
| Frank Oz       | Miss Piggy                         |
| Frank Oz       | Fozzie Bear                        |
| Frank Oz       | Animal                             |
| Frank Oz       | Sam the Eagle                      |
| Frank Oz       | Bert                               |
| Frank Oz       | Grover                             |
| Frank Oz       | Cookie Monster                     |
| Frank Oz       | Baby Piggy                         |
| Frank Oz       | Baby Fozzie                        |
| Frank Oz       | Baby Animal                        |
| Jerry Nelson   | Robin the Frog                     |
| Jerry Nelson   | Emily Bear                         |
| Jerry Nelson   | Floyd Pepper                       |
| Jerry Nelson   | Count von Count                    |
| Jerry Nelson   | Camilla the Chicken                |
| Jerry Nelson   | Herry Monster                      |
| Jerry Nelson   | Two-Headed Monster (linkse hoofd)  |
| Jerry Nelson   | Gobo Fraggle                       |
| Richard Hunt   | Scooter                            |
| Richard Hunt   | Janice                             |
| Richard Hunt   | Statler                            |
| Richard Hunt   | Beaker                             |
| Richard Hunt   | Kathleen the Cow                   |
| Richard Hunt   | Two-Headed Monster (rechtse hoofd) |
| Richard Hunt   | Snowman                            |
| Richard Hunt   | Baby Scooter                       |
| Dave Goelz     | Gonzo the Great                    |
| Dave Goelz     | Dr. Bunsen Honeydew                |
| Dave Goelz     | Zoot                               |
| Dave Goelz     | Beauregard                         |
| Dave Goelz     | Boober Fraggle                     |
| Dave Goelz     | Matt                               |
| Dave Goelz     | Baby Gonzo                         |
| Steve Whitmire | Rizzo the Rat                      |
| Steve Whitmire | Lips                               |
| Steve Whitmire | Wembley Fraggle                    |
| Steve Whitmire | Sprocket the Dog                   |
| Steve Whitmire | Christmas Turkey                   |
| Caroll Spinney | Big Bird                           |
| Caroll Spinney | Oscar the Grouch                   |
| Kathryn Mullen | Mokey Fraggle                      |
| Karen Prell    | Red Fraggle                        |
| Karen Prell    | Maureen the Mink                   |
| David Rudman   | Miss Piggy's fotograaf             |

## Verwijderde scènes
Op de Amerikaanse videobanden en dvd's zijn er verschillende scènes verwijderd in verband met het auteursrecht op een aantal muziekstukken in de film. Op de meeste Europese uitgaven zijn de wijzigingen miniem. Van de Nederlandse versie missen bijvoorbeeld slechts enkele seconden. De reden hiervoor is dat Jim Henson ooit zelf de film heeft aangepast toen hij een jaar na de eerste uitzending werd vertoond op een andere zender. Van deze aangepaste versie is het beeld ter verbetering bijgewerkt en deze wordt daarom gebruikt voor de meeste uitgebrachte dvd's. In de laatstgenoemde versie ontbreken om onbekende redenen enige seconden, maar er ontbreekt geen belangrijk materiaal.